# Ска
Ска (англ. ska) — музичний напрямок, що походить з Ямайки і бере свій початок наприкінці 1950-х з таких стилів як ритм-енд-блюз, бугі-вугі, каліпсо, менто (ямайська народна музика). Розрізняють три хвилі розвитку реґі — зародження на Ямайці, розвиток у Великій Британії та, нарешті, всесвітнє поширення.

## Характеристика
Ска характеризують розгойдувальним ритмом на 2/4, причому гітара грає на парні удари барабанів, а контрабас або бас-гітара підкреслює непарні. Мелодія виконується (але необов'язково) духовими інструментами, такими як труба, тромбон і саксофон.
Початково ска виконували на ямайських звукових установках, платівки ска з'явились на початку 1960-х в Англії, ця музика була популярна серед модів і скінхедів, а в 1964 році в рамках Всесвітньої виставки в Нью-Йорку виконавці ска були представлені як музичний символ Ямайки. Цей етап розвитку називають Ска першої хвилі. Серед перших представників напрямку — Skatalites, виконавців Laurel Aitken, Prince Buster, Derrick Morgan. Найвідоміша фірма звукозапису яка випускала ска та ранній реґі — Trojan records.
Приблизно з 1972 року популярність ска витіснив так званий roots reggae з растафаріанськими ідеями, на чолі з Бобом Марлі.
Ска другої хвилі заведено називати період 1970-х років, коли музику ска почали співати британські гурти, такі як The Specials, The Beat, The Selecter, The Bodysnachers, Madness, Bad Manners. Значну роль у поширенні ска другої хвилі відіграла фірма 2 Tone Records, завдяки чому й саму другу хвилю ска називають терміном «2 Tone». Певний вплив на ска у ці роки справив панкрок.
Третьою хвилею ска називають злет популярності цієї музики у 1980-х роках, не тільки в Європі, але й у США — це творчість таких гуртів як The Toasters, The Slackers, Let's go bowling та інші. Згодом ска мав вплив і на такі стилі як панкрок, джаз. У панк-року з'явився такий напрям як ска-панк, де використовуються елементи ска музики. Є немало ска-джаз оркестрів.
В Україні ска з'явився наприкінці XX століття. Представником третьої хвилі ска став харківський гурт 100 Pyd.Off. Більш популярним є різновид цього напрямку ска-панк. В Україні ска-панк грають полтавські Круті Педалі, київські Діти Великого Міста та СосиСка, львівські Абу-Касимові Капці.

## Документальні фільми
- BBC «This is ska»
- «Skinhead Attitude» Даніеля Швайцера (Daniel Schweizer)

## Радіо в Україні
- MOONSTOMP Radio — українська онлайн радіо станція. Радіо MOONSTOMP було запущено наприкінці 2010 року, а на початку 2011 запущений персональний портал станції. Це перше і єдине онлайн радіо в Україні, яке емітує слухачеві широкий спектр споріднених стилів. Основний формат радіо MOONSTOMP — ска, панк та регі.